# Diocèse de Veracruz
Le diocèse de Veracruz (en latin : Dioecesis Verae Crucis ; en espagnol : Diócesis de Veracruz) est un diocèse de l'Église catholique du Mexique, suffragant de l'archidiocèse de Xalapa.

## Territoire

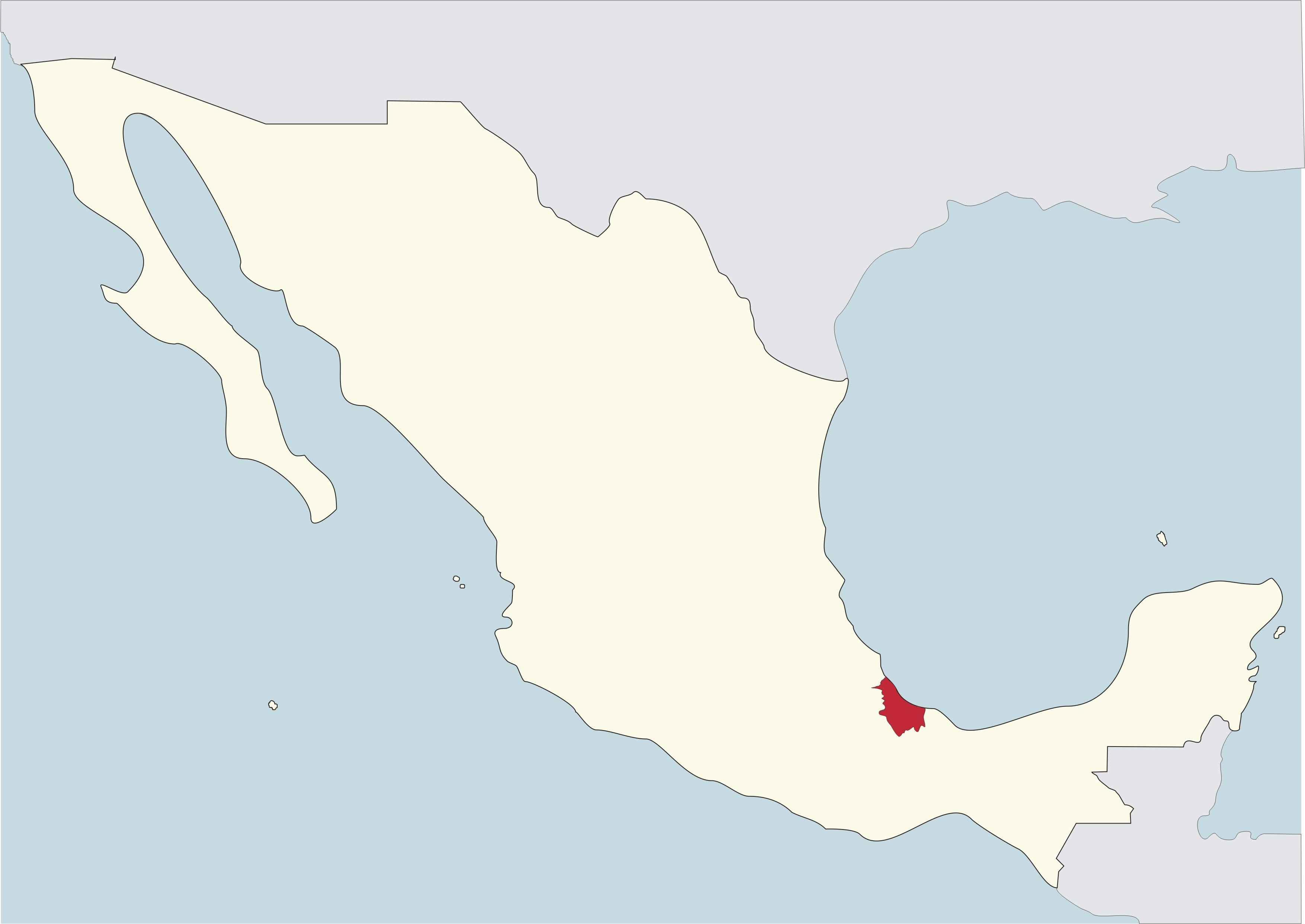
Le diocèse de Veracruz en rouge sur la carte du Mexique

Il comprend 22 municipalités de l'État de Veracruz ce qui correspond à un territoire d'une superficie de 9 227 km2 divisé en 86 paroisses.
Le siège épiscopal est dans la ville de Veracruz où se trouve la cathédrale de l'Assomption (es). 

## Historique
Le diocèse est érigé le 9 juin 1962 par la constitution apostolique Populorum bono du pape Jean XXIII en prenant une partie du territoire du diocèse de San Andrés Tuxtla et de l'archidiocèse de Veracruz ou Xalapa ; le même jour, ce dernier prend le nom actuel d'archidiocèse de Xalapa et dont Veracruz devient suffragant.
Par la lettre apostolique Duos novimus du 12 mai 1967, le pape Paul VI confirme que la Vierge Marie, vénérée sous le vocable de Notre-Dame de l'Assomption, ainsi que saint Joseph, sont les principaux patrons du diocèse.

## Évêques
- José Guadalupe Padilla Lozano (15 janvier 1963 - 18 février 2000)
- Luis Gabriel Cuara Méndez (18 février 2000 - 20 novembre 2005)
- Luis Felipe Gallardo Martín del Campo, S.D.B (8 mai 2006 - 12 novembre 2018)
- Carlos Briseño Arch, O.A.R, depuis le 12 novembre 2018